# Teesri Dunia
Teesri Dunia (Urdu/Panyabí: تیسری دنیا) es una película pakistaní de doble versión producida por Zareena Masood y dirigida por A. Riaz. Estrellas Reema Khan, Shaan Shahid, Humayun Qureshi, Shahida Mini, Rustam y Abid Ali en los papeles principales.
- Datos: Q39797268